# John Hughes Bennett
Pour les articles homonymes, voir John Bennett et Bennett.
John Hughes Bennett, né le 31 août 1812 et mort le 25 septembre 1875 est un médecin anatomopathologiste et physiologiste britannique, qui est le premier à décrire les leucémies comme des maladies du sang, et à qui est attribuée la première description d'un aspergillome chez l'humain.